# خانالی‌لار (لاچین)
خانالی‌لار (ترکی آذربایجانی: Xanalılar) یک منطقهٔ مسکونی در جمهوری آرتساخ است که در استان کاشاتاق واقع شده‌است.